# Vinogràdovka (Vorónej)
|  | Per a altres significats, vegeu «Vinogràdovka». |

Vinogràdovka (en rus: Виноградовка) és un poble (un possiólok) de l'óblast de Vorónej, a Rússia, segons el cens del 2010 tenia 16 habitants.